# Pippin puckelryggen
Pippin, född cirka 769, död cirka 811 i Prüm, var en frankisk prins. Han var Karl den stores förstfödde son och hans mor var Himiltrude. Pippin hade en kroppslig deformation som gav honom tillnamnet puckelryggen. Han skickades till kloster efter att ha varit inblandad i motstånd mot Karl den store. Namnet Pippin gavs åt Karls tredje son Karloman, se Pippin av Italien.